# Organisation
|  | Per a altres significats, vegeu «Organisation (grup)». |

Organisation és el segon disc del grup anglès de pop electrònic Orchestral Manoeuvres in the Dark. Va sortir a la venda a finals del 1980.
OMD van reprendre amb el seu segon àlbum part del caràcter experimental que els havia caracteritzat quan el seu projecte musical es deia "VCL XI", i que per al seu primer disc van deixar lleugerament de banda. Temes com "Stanlow" (dedicat a la refineria de petroli on treballaven el pare i una germana d'Andrew McCluskey) o "VCL XI" mostren el seu gust per la música industrial, mentre "Statues" i "The misunderstanding" són obscurs i melancòlics, d'acord amb el to general de l'àlbum.
Però el factor clau de l'èxit d'"Organisation" fou, sens dubte, la seva primera cançó: "Enola Gay". Dedicada a l'avió que va llançar la bomba atòmica sobre Hiroshima, la seva lletra lamenta l'ús de la bomba i les seves conseqüències. El seu senzill arribà al número 8 a la Gran Bretanya i al número 1 a molts estats europeus. Aquest tema i "Promise" (el debut de Paul Humphreys com a cantant i com a compositor en solitari) són els més ballables del disc.
Malcolm Holmes fou acceptat com a membre de ple dret dels OMD després de les sessions d'"Organisation"; en conseqüència, Humphreys i McCluskey deixaren d'utilitzar un reproductor de cintes (anomenat afectuosament "Winston" en honor del protagonista de la novel·la 1984) que havien emprat com a complement en els seus primers concerts.
L'any 2003, Virgin Records va reeditar "Organisation", afegint sis temes extra al llistat original de l'àlbum.

## Temes

### DIDCD 6
1. Enola Gay - 3:34
2. 2nd thought - 4:13
3. VCL XI - 3:50
4. Motion and heart - 3:14
5. Statues - 4:24
6. The misunderstanding - 4:51
7. The more I see you - 4:10
8. Promise - 4:49
9. Stanlow - 6:41

### Reedició de l'any 2003
1. Enola Gay - 3:33
2. 2nd Thought - 4:15
3. VCL XI - 3:50
4. Motion and Heart - 3:16
5. Statues - 4:30
6. The Misunderstanding - 4:55
7. The More I See You - 4:11
8. Promise - 4:51
9. Stanlow - 6:40
10. Annex - 4:33
11. Introducing Radios - 1:27
12. Distance Fades Between Us - 3:44
13. Progress - 2:57
14. Once When I Was Six - 3:12
15. Electricity (Dindisc 1980 Version) - 3:45

## Senzills
1. Enola Gay // Annex (26 de setembre de 1980).

## Dades
- Orchestral Manoeuvres in the Dark:

Paul Humphreys: Sintetitzadors, orgue electrònic, piano electrònic i acústic, programació de ritmes, percussió acústica i electrònica, veus.
Andy McCluskey: Sintetitzadors, baix, orgue electrònic, piano acústic, programació de ritmes, percussió acústica i electrònica, veus.
Malcolm Holmes: Bateria i percussió acústica.
- Temes 1, 2, i 5 compostos per McCluskey.
- Temes 3, 4, 6 i 9-15 compostos per Humphreys / McCluskey.
- Tema 7 compost per Warren/Gordon.
- Tema 8 compost per Humphreys.
- Enregistrat i mesclat als estudis Ridge Farm i Advision (excepte "2nd thought", enregistrat a The Gramophone Suite).
- Produït per Mike Howlett i OMD.
- Enginyers de so: Max Norman (Ridge Farm) i Lawrence Diana (Advision; assistent: Peter Wolliscroft).
- Management: Paul Collister (White Noise Limited).

## Informació addicional
- El tema "Stanlow" comença amb el so d'unes màquines extractores de la mateixa refineria Stanlow.
- "The more I see you" és la versió d'una cançó popularitzada als anys 60 per Chris Montez, tot i que havia estat composta als anys 40 per al cantant Dick Hayes.